# Listă de companii producătoare de electrocasnice
Aceasta este o listă de companii producătoare de electrocasnice
- Whirlpool
- Electrolux
- Albatros
- Siemens
- Indesit
- Arctic
- Gorenje
- Bosch